# Абдуллахи, Амун
Амун Абдуллахи (швед. Amun Abdullahi, также швед. Amun Abdullahi Mohammed; 23 октября 1974, Сомали — 19 октября 2024, Афгойе) — сомалийская и шведская журналистка, общественный деятель, основатель школы для девочек в Могадишо, Сомали.

## Биография
Амун Абдуллахи родилась в Сомали и в начале 1990-х годов, с началом вооружённых конфликтов в её родной стране, переехала в Швецию в качестве беженца. В Швеции она сначала жила в Умео, затем в стокгольмском районе Ринкебю, известном своей сомалийской общиной, и, наконец, в Чисте, а затем вернулась в Могадишо.
В Стокгольме она работала в Sveriges Radio International — Radio Sweden и в период своего пребывания в Швеции сделала несколько громких репортажей для радио. Среди прочего, в 2009 году по результатам проведённого расследования она раскрыла, что лидер молодёжного центра в Ринкебю вербовал молодых людей в сомалийскую исламистскую группировку «Харакат аш-Шабаб».
По собственным словам, в процессе своей профессиональной деятельности она неоднократно подверглась физическому и интеллектуальному нападению, ей «постоянно поступали угрозы из-за её работы». Она утверждает, что для журналиста, который хочет сказать правду, Швеция «более опасна, чем Могадишо».
19 октября 2024 года Абдуллахи была застрелена людьми в масках в городе Афгойе.

## Награды
- Ассоциация шведских публицистов[англ.]: приз «Свобода слова» памяти Анны Политковской[5].